# Kanton Saint-Dier-d’Auvergne
Der Kanton Saint-Dier-d’Auvergne war bis 2015 ein französischer Kanton im Arrondissement Clermont-Ferrand, im Département Puy-de-Dôme und in der Region Auvergne-Rhône-Alpes; sein Hauptort war Saint-Dier-d’Auvergne, Vertreter im Generalrat des Départements war zuletzt von 2008 bis 2015 Gérard Cartailler. 
Der Kanton war 130,41 km² groß und hatte (2006) 3.203 Einwohner, was einer Bevölkerungsdichte von 25 Einwohnern pro km² entsprach. Er lag im Mittel auf 574 Meter über dem Meeresspiegel, zwischen 319 m in Saint-Flour und 823 m in Tours-sur-Meymont.

## Gemeinden
| Gemeinde                | Einwohner Jahr | Fläche km² | Bevölkerungsdichte | Postleitzahl | Code INSEE |
| ----------------------- | -------------- | ---------- | ------------------ | ------------ | ---------- |
| Ceilloux                | 165 (2013)     | –          | – Einw./km²        | 63520        | 63065      |
| Domaize                 | 386 (2013)     | –          | – Einw./km²        | 63520        | 63136      |
| Estandeuil              | 415 (2013)     | –          | – Einw./km²        | 63520        | 63155      |
| Fayet-le-Château        | 343 (2013)     | –          | – Einw./km²        | 63160        | 63157      |
| Saint-Dier-d’Auvergne   | 537 (2013)     | –          | – Einw./km²        | 63520        | 63334      |
| Saint-Flour             | 270 (2013)     | –          | – Einw./km²        | 63520        | 63343      |
| Saint-Jean-des-Ollières | 475 (2013)     | –          | – Einw./km²        | 63520        | 63365      |
| Tours-sur-Meymont       | 530 (2013)     | –          | – Einw./km²        | 63590        | 63434      |
| Trézioux                | 471 (2013)     | –          | – Einw./km²        | 63520        | 63438      |

## Bevölkerungsentwicklung
| 1962  | 1968  | 1975  | 1982  | 1990  | 1999  | 2007  |
| ----- | ----- | ----- | ----- | ----- | ----- | ----- |
| 3.208 | 3.486 | 3.002 | 2.781 | 2.755 | 2.998 | 3.239 |